# Lista över rollfigurer i Donkey Kong-serien
Följande artikel är en lista över rollfigurer i TV-spelen om Donkey Kong utvecklade av Nintendo och Rare.

## Diddy Kong
Diddy Kong (ディディーコング, Didī Kongu?) är en liten apa med lång svans, röd tröja och keps. Han är känd som medhjälpare åt Donkey Kong i flera spel, hans första framträdande var i Donkey Kong Country.
Förutom i Donkey Kong-spelen kan man spela som Diddy Kong i Diddy Kong Racing, Mario Power Tennis, Mario Golf: Toadstool Tour, Mario Kart: Double Dash!!, Mario Superstar Baseball, Mario Hoops 3-on-3, Mario Strikers Charged, Mario Kart Wii, Mario Super Sluggers och Super Smash Bros. Brawl.
I den animerade tv-serien Donkey Kong Country görs Diddys röst av Andrew Sabiston. Förutom Donkey Kong Country har Sabiston även gjort röst åt Yoshi i den animerade tv-serien Super Mario World.

## K. Rool
King K. Rool är i Donkey Kong-spelen en antropomorfisk krokodil och ärkefiende till Donkey Kong och hans vänner. K. Rool försöker stjäla apornas bananer, men blir besegrad i slutet av varje spel. Hans underhuggare kallas kremlingar och är också krokodiler. K. Rool dyker upp för första gången i spelet Donkey Kong Country till Super Nintendo.
I Donkey Kong Country 2 är K. Rool en sjörövarkapten som har kidnappat Donkey Kong. Diddy Kong och hans flickvän Dixie Kong tar sig igenom kremlingarnas ö för att besegra K. Rool.
I Donkey Kong Country 3 är K. Rool en galen vetenskapsman som kallar sig Baron K. Roolenstein och tillfångatar Donkey och Diddy. De befrias av Dixie Kong och bebiskusinen Kiddy Kong.
K. Rool återkommer i Donkey Kong 64 i sitt originalutförande. Han tänker eliminera Donkey Kong-ön med en domedagsmaskin samtidigt som han stjäl både bananer och kidnappar apor. Diddy tillfångatas tillsammans med tre nya apor: Lanky Kong, Tiny Kong och Chunky Kong.

## Kremling
Kremlings är fiender som är krokodiler i spelserierna Donkey Kong Country, Donkey Kong Land samt spelet Donkey Kong 64. De leds av King K. Rool. I det första spelet bar de militäruniformer och i det andra bar de piratinspirerade kläder.

## Cranky Kong
Donkey ”Cranky” Kong Sr. är en TV-spelsfigur som dyker upp i Donkey Kong Country och dess uppföljare. Cranky är nuvarande Donkey Kongs farfar, i spelet Donkey Kong 64 och Super Mario Bros. Filmen är Donkey hans son. Han var den ursprungliga Donkey Kong i de tidigare Donkey Kong-spelen från början av 1980-talet. I Donkey Kong Country sitter han mest i sin gungstol, är missnöjd och klagar på dagens ungdom, att det svider i hans ögon av alla skarpa färgerna och hur han skämtar om hur många bildrutor som krävs för att animera hans skägg. Han ger även duon användbara ledtrådar i vissa nivåer. Som ett påskägg när man klarat av Donkey Kong Country påstår han kaxigt i eftertexterna att han klarade av spelet (101 %) på mindre än en timme och att han bara behövde använda ett liv.